# サル・カーン
サルマン・カーン・"サル"・カーン（1976年10月11日 - ）は、アメリカ合衆国の教育者、数学者。
無料のオンライン教育のプラットフォームである、カーンアカデミーの創立者。彼は数学や科学にまつわる幅広い学習動画を6,500本以上作成している。カーンアカデミーに関連する実店舗のカーンラボスクールも創設している。  
2019年6月現在、YouTubeのカーンアカデミーチャンネルには480万人以上の登録者がおり、動画は世界で16億回以上視聴されている。2012年にタイム誌は世界で最も影響力のある100人の年次リストで指名した。同年フォーブス誌の表紙取り上げられ、彼のこれまでの活動は$1 Trillion Opportunity（1兆ドルの機会）と評された。 

## 幼少期と教育
アメリカ合衆国ルイジアナ州メテリーでベンガル人家族の間に生まれた。父親はバングラデシュ南部バリサール出身で、母親はインドのムルシダーバード出身だった。高校時代は公立学校のグレースキング高校に通っていた。そこでの思い出について、「数人のクラスメートは刑務所から出たばかりで、他のクラスメイトはトップ大学に合格することに縛られていた」と語っている。1994年に卒業生総代として学校を卒業した。 
高校卒業後、マサチューセッツ工科大学に進学して、科学学士号を取得した（修士科学のコース6：電気工学とコンピュータサイエンス、コース18に含まれる数学の学士号を1998年に取得）。4年生でクラス会長を務めていた。 
また、ハーバード・ビジネス・スクールで経営学修士も取得している。

## これまでのキャリア
2002年の夏にアメリカ合衆国ゼロックスの子会社のパロアルト研究所のインターンシップに参加している。2003年から2009年後半まで、コネクティブキャピタルマネジメントのヘッジファンドのアナリストとして働いていた。

### カーン・アカデミー
2003年後半、Yahoo!のブラウザーを使用し、インターネットを通じて離れた場所に住むいとこのナディアに、完全公開の動画を使った数学の個別指導を始めた。その時使用していたメモ帳は、彼が出演しているTEDの動画でも紹介されている。動画を見た他の親達や友人達も彼に個人指導を求めるようになり、チュートリアルをYouTubeに移動し、2006年11月16日にYouTubeアカウントを作成した。  
無料公開した学習動画が人気になった事で、2009年後半に金融アナリストの仕事を辞めた。親友のJosh Gefnerの助けを借りて、フルタイムでYouTubeチャンネルから始まったカーン・アカデミーの開発に専念した。その結果、アン・ドーア（投資家ジョン・ドーアの妻）からスポンサー支援を受けるようになった。  
彼の学習サイトでは、多くの学生や一般ユーザーの関心を集め、カーン・アカデミーをはじめた数年で全世界でおよそ4億5800万回以上の視聴記録を達成した。 
自分自身の活動について「あらゆる年齢の学生の学習を加速させる事を目標に掲げている。その事を念頭において、私の作成するコンテンツを有効だと感じてくれる人々と共有していきたいと思う」と語っている。 
カーンアカデミーの学習動画は、アフリカとアジアの農村地域の教育にも使用されている。今後は「フリースクール」を英語のトピックにまで拡大する予定。  
カーンアカデミーやこれからの教育の目標に関する書籍「The One World Schoolhouse：Education Reimagined」を出版している。
開始当初は学生向けの自習ツールだったカーンアカデミーは、2012年にコーチ機能を追加し、ビデオとモニターを通じて教師の指導を受ける事のできる機能を追加している。2018年までに、Khan AcademyのYouTubeチャンネルは16億回以上視聴された。 
「従来教室で行われて来た教育は、彼のアカデミーで開発された技術を使用して補う事で、学校教育は伝統的な講義スタイルを重視した教育から解放され、より個別指導に時間を割り当てられる学習者優先の授業形式にシフトできるのではないか、また、学習のつまづきに対して、個別指導を中心にする事で教師の指導効果を高めることができる」と考えている。  
スタンフォードAIの研究者アンドリュー・ンは、カーンを最初のMassive open online course登録プラットフォームのコーセラを設立した際のインスピレーションの源だったと語っている。  

## 私生活
医師であるウマイマ・マルヴィと結婚し、現在二人はその子供達と、カリフォルニア州のマウンテンビューに住んでいる。 